# Bigova
Bigova este un sat din comuna Kotor, Muntenegru. Conform datelor de la recensământul din 2003, localitatea are 114 locuitori (la recensământul din 1991 erau 55 de locuitori).

## Demografie
În satul Bigova locuiesc 87 de persoane adulte, iar vârsta medie a populației este de 41,3 de ani (37,8 la bărbați și 45,1 la femei). În localitate sunt 42 de gospodării, iar numărul mediu de membri în gospodărie este de 2,71.
Această localitate este populată majoritar de sârbi (conform recensământului din 2003).
|  |

| Demografie | Demografie | Demografie |
| An         | Locuitori  | Locuitori  |
| ---------- | ---------- | ---------- |
|            |            |            |
|            |            |            |
|            |            |            |
|            |            |            |
| 1948       | 245        |            |
| 1953       | 214        |            |
| 1961       | 194        |            |
| 1971       | 192        |            |
| 1981       | 132        |            |
| 1991       | 55         | 52         |
| 2003       | 116        | 114        |

| \| Componența etnică conform recensământului din 2003[2] \| Componența etnică conform recensământului din 2003[2] \| Componența etnică conform recensământului din 2003[2] \| Componența etnică conform recensământului din 2003[2] \| Componența etnică conform recensământului din 2003[2] \| \| ----------------------------------------------------- \| ----------------------------------------------------- \| ----------------------------------------------------- \| ----------------------------------------------------- \| ----------------------------------------------------- \| \| \| \| \| \| \| \| Sârbi \| Sârbi \| \| 97 \| 85,08% \| \| Muntenegreni \| Muntenegreni \| \| 8 \| 7,01% \| \| Croați \| Croați \| \| 2 \| 1,75% \| \| Sloveni \| Sloveni \| \| 1 \| 0,87% \| \| Rusi \| Rusi \| \| 1 \| 0,87% \| \| necunoscută \| necunoscută \| \| 0 \| 0% \| |              |  |    |        |
| Componența etnică conform recensământului din 2003 |              |  |    |        |
| |              |  |    |        |
| Sârbi | Sârbi        |  | 97 | 85,08% |
| Muntenegreni | Muntenegreni |  | 8  | 7,01%  |
| Croați | Croați       |  | 2  | 1,75%  |
| Sloveni | Sloveni      |  | 1  | 0,87%  |
| Rusi | Rusi         |  | 1  | 0,87%  |
| necunoscută | necunoscută  |  | 0  | 0%     |